# Liste der Monuments historiques in Le Tourne
Die Liste der Monuments historiques in Le Tourne führt die Monuments historiques in der französischen Gemeinde Le Tourne auf.

## Liste der Bauwerke
| Bezeichnung                   | Beschreibung | Standort | Kennzeichnung | Schutzstatus | Datum | Bild           |
| ----------------------------- | ------------ | -------- | ------------- | ------------ | ----- | -------------- |
| Chantiers Tramasset du Tourne |              | (Lage)   | PA33000105    | Inscrit      | 2008  | weitere Bilder |

## Liste der Objekte
| Bezeichnung                      | Beschreibung              | Standort                        | Kennzeichnung | Schutzstatus | Datum | Bild |
| -------------------------------- | ------------------------- | ------------------------------- | ------------- | ------------ | ----- | ---- |
| Zwei Glocken                     | Bronze, 1598 und 1767     | in der Kirche St-Étienne (Lage) | PM33000836    | Classé       | 1942  |      |
| Skulptur Madonna mit Kind        | Holz, 13. Jahrhundert     | in der Kirche St-Étienne (Lage) | PM33000835    | Classé       | 1908  |      |
| Schiff DEUX FRÈRES (Zwei Brüder) | Holz, 19./20. Jahrhundert | Chantiers Tramasset (Lage)      | IM33001623    | Classé       | 2016  |      |